# Championnat de France de rugby à XV de 2e division 2022-2023
Navigation
Pro D2 2021-2022 Pro D2 2023-2024
La saison 2022-2023 de Pro D2 est la 23e édition du championnat de France professionnel de rugby à XV de 2e division. Elle oppose les 16 meilleures équipes professionnelles françaises de rugby après celles de Top 14. La saison débute le 25 août 2022 et se termine le 27 mai 2023 lors de la finale pour le titre de Champion de France de deuxième division.
L'Aviron bayonnais est champion en titre après sa victoire contre le Stade montois en finale lors de la saison précédente. Seule la première équipe évolue pour cette saison en Top 14, après la défaite en barrage de la seconde contre l'USA Perpignan et la relégation en Pro D2 du Biarritz olympique. Le RC Massy, champion de Nationale, ainsi que le Soyaux Angoulême XV, sont les promus en Pro D2 pour cette saison.

## Règlement
Seize équipes participent au championnat Pro D2. Comme en Top 14, les équipes qui terminent entre la 3e et la 6e place disputent des barrages. Les vainqueurs accèdent aux demi-finales où ils retrouvent les deux premiers. Enfin, les deux vainqueurs des demi-finales se rencontrent sur terrain neutre pour la finale. Le vainqueur de cette finale accède au Top 14 tandis que le perdant accueille le 13e de Top 14 pour un ultime barrage pour la dernière place en élite.
Les équipes classées 15e et 16e sont reléguées en division inférieure sauf en cas de relégation financière d'un des participants du championnat ou de refus d'accession à un promu.

## Participants
| \| SU Agen Stade aurillacois AS Béziers Biarritz olympique US Carcassonne Colomiers FC Grenoble Oyonnax rugby Provence rugby RC Massy US Montauban Stade montois USON Nevers Rouen NR Soyaux Angoulême XV RC Vannes \| Localisation des clubs engagés en championnat. |
| SU Agen Stade aurillacois AS Béziers Biarritz olympique US Carcassonne Colomiers FC Grenoble Oyonnax rugby Provence rugby RC Massy US Montauban Stade montois USON Nevers Rouen NR Soyaux Angoulême XV RC Vannes                                                      |

| Club                | Budget en M€ | Classement 2021-2022 | Entraîneur en chef  | Stade                       | Ville              | Capacité |
| ------------------- | ------------ | -------------------- | ------------------- | --------------------------- | ------------------ | -------- |
| Biarritz olympique  |              | 14e (Top 14)         | Matthew Clarkin     | Parc des sports d'Aguiléra  | Biarritz           | 13 400   |
| Stade montois       |              | 1er                  | Patrick Milhet      | Stade André-et-Guy-Boniface | Mont-de-Marsan     | 16 800   |
| Oyonnax rugby       |              | 3e                   | Joe El Abd          | Stade Charles-Mathon        | Oyonnax            | 11 400   |
| USON Nevers         |              | 4e                   | Xavier Péméja       | Stade du Pré Fleuri         | Sermoise-sur-Loire | 7 500    |
| US Carcassonne      |              | 5e                   | Christian Labit     | Stade Albert-Domec          | Carcassonne        | 10 000   |
| Colomiers rugby     |              | 6e                   | Julien Sarraute     | Stade Michel-Bendichou      | Colomiers          | 11 000   |
| Provence Rugby      |              | 7e                   | Mauricio Reggiardo  | Stade Maurice-David         | Aix-en-Provence    | 6 000    |
| US Montauban        |              | 8e                   | David Gérard        | Stade Sapiac                | Montauban          | 11 937   |
| AS Béziers          |              | 9e                   | Pierre Caillet      | Stade Raoul-Barrière        | Béziers            | 18 555   |
| Stade aurillacois   |              | 10e                  | Romeo Gontineac     | Stade Jean-Alric            | Aurillac           | 9 000    |
| RC Vannes           |              | 11e                  | Jean-Noël Spitzer   | Stade de la Rabine          | Vannes             | 11 415   |
| FC Grenoble         |              | 12e                  | Fabien Gengenbacher | Stade des Alpes             | Grenoble           | 20 068   |
| SU Agen             |              | 13e                  | Bernard Goutta      | Stade Armandie              | Agen               | 14 000   |
| Rouen NR            |              | 14e                  | Nicolas Godignon    | Stade Robert-Diochon        | Rouen              | 8 372    |
| RC Massy            |              | 1er (Nationale)      | Julien Maréchal     | Stade Jules-Ladoumègue      | Massy              | 3 000    |
| Soyaux Angoulême XV |              | 2e (Nationale)       | Vincent Etcheto     | Stade Chanzy                | Angoulême          | 8 000    |

## Résumé des résultats

### Classement de la saison régulière
Le classement de la saison régulière est établi en fonction des points terrain auxquels sont ajoutés les points de bonus et retranchés, le cas échéant, les points de pénalisation.
| Rang | Club                  | J  | V  | N | D  | Bo | Bd | Pm  | Pe  | Diff | Pts |
| ---- | --------------------- | -- | -- | - | -- | -- | -- | --- | --- | ---- | --- |
| 1    | Oyonnax Rugby         | 30 | 23 | 1 | 6  | 13 | 4  | 904 | 457 | +447 | 111 |
| 2    | FC Grenoble           | 30 | 19 | 3 | 8  | 5  | 3  | 672 | 588 | +84  | 87¹ |
| 3    | Stade montois         | 30 | 19 | 0 | 11 | 6  | 4  | 764 | 649 | +115 | 86  |
| 4    | USO Nevers            | 30 | 17 | 3 | 10 | 7  | 4  | 718 | 551 | +167 | 85  |
| 5    | RC Vannes             | 30 | 17 | 1 | 12 | 4  | 7  | 718 | 633 | +85  | 81  |
| 6    | SU Agen               | 30 | 15 | 1 | 14 | 5  | 10 | 653 | 583 | +70  | 77  |
| 7    | Colomiers Rugby       | 30 | 15 | 0 | 15 | 4  | 6  | 674 | 678 | -4   | 70  |
| 8    | Provence Rugby        | 30 | 13 | 4 | 13 | 4  | 5  | 652 | 638 | +14  | 69  |
| 9    | AS Béziers            | 30 | 13 | 1 | 16 | 3  | 8  | 700 | 716 | -16  | 65  |
| 10   | Stade aurillacois     | 30 | 15 | 0 | 15 | 2  | 3  | 586 | 706 | -120 | 65  |
| 11   | Biarritz olympique R  | 30 | 12 | 2 | 16 | 3  | 5  | 690 | 699 | -9   | 60  |
| 12   | Rouen NR              | 30 | 12 | 2 | 16 | 3  | 3  | 594 | 767 | -173 | 58  |
| 13   | US Montauban          | 30 | 12 | 1 | 17 | 2  | 4  | 678 | 784 | -106 | 54¹ |
| 14   | Soyaux Angoulême XV P | 30 | 11 | 0 | 19 | 0  | 8  | 569 | 697 | -128 | 52  |
| 15   | US Carcassonne        | 30 | 10 | 1 | 19 | 3  | 7  | 553 | 677 | -124 | 52  |
| 16   | RC Massy P            | 30 | 7  | 0 | 23 | 0  | 5  | 499 | 801 | -302 | 33  |

Phase finale, promotion en Top 14 2023-2024
- 1er et 2e : demi-finales
- 3e à 6e : barrages

Relégation en Nationale 2023-2024
- 15e et 16e : relégation

Abréviations
- R : Relégué de Top 14
- P : Promu de Nationale
- -3 : Points de pénalité

Attribution des points : victoire sur tapis vert : 5, victoire : 4, match nul : 2, défaite : 0, forfait : -2 ; plus les bonus (offensif : 3 essais de plus que l'adversaire ; défensif : défaite par 5 points d'écart ou moins; les deux bonus peuvent se cumuler).
Règles de classement : 1. points terrain (bonus compris) ; 2. points terrain obtenus dans les matchs entre équipes concernées ; 3. différence de points sur l'ensemble des matchs ; 4. différence de points dans les matchs entre équipes concernées ; 5. différence entre essais marqués et concédés dans les matchs entre équipes concernées ; 6. nombre de points marqués sur l'ensemble des matchs ; 7. différence entre essais marqués et concédés ; 8. nombre de forfaits n'ayant pas entraîné de forfait général ; 9. place la saison précédente.

#### Leader par journée
|     | ——  | ——  | ——  | ——  | ——  | ——            | ——            | ——            | ——            | ——            | ——            | ——            | ——            | ——            | ——            | ——            | ——            | ——            | ——            | ——            | ——            | ——            | ——            | ——            | ——            | ——            | ——            | ——            | ——            | —— |  |
| SMR | RNR | RNR | SMR | FCG | RCV | Oyonnax rugby | Oyonnax rugby | Oyonnax rugby | Oyonnax rugby | Oyonnax rugby | Oyonnax rugby | Oyonnax rugby | Oyonnax rugby | Oyonnax rugby | Oyonnax rugby | Oyonnax rugby | Oyonnax rugby | Oyonnax rugby | Oyonnax rugby | Oyonnax rugby | Oyonnax rugby | Oyonnax rugby | Oyonnax rugby | Oyonnax rugby | Oyonnax rugby | Oyonnax rugby | Oyonnax rugby | Oyonnax rugby | Oyonnax rugby |    |  |
|     |     |     |     |     |     |               |               |               |               |               |               |               |               |               |               |               |               |               |               |               |               |               |               |               |               |               |               |               |               |    |  |
|     |     |     |     |     |     |               |               |               |               |               |               |               |               |               |               |               |               |               |               |               |               |               |               |               |               |               |               |               |               |    |  |
| 1   | 2   | 3   | 4   | 5   | 6   | 7             | 8             | 9             | 10            | 11            | 12            | 13            | 14            | 15            | 16            | 17            | 18            | 19            | 20            | 21            | 22            | 23            | 24            | 25            | 26            | 27            | 28            | 29            | 30            |    |  |

#### Dernier par journée
|    | ——   | ——   | ——   | ——   | ——  | ——  | ——   | ——  | ——   | ——   | ——   | ——   | ——   | ——   | ——   | ——   | ——   | —— | ——   | ——   | ——   | ——   | ——   | ——   | ——   | ——   | ——   | ——   | ——   | —— |  |
| SA | RCME | RCME | RCME | RCME | USC | USC | RCME | USM | RCME | RCME | RCME | RCME | RCME | RCME | RCME | RCME | RCME | SA | RCME | RCME | RCME | RCME | RCME | RCME | RCME | RCME | RCME | RCME | RCME |    |  |
|    |      |      |      |      |     |     |      |     |      |      |      |      |      |      |      |      |      |    |      |      |      |      |      |      |      |      |      |      |      |    |  |
|    |      |      |      |      |     |     |      |     |      |      |      |      |      |      |      |      |      |    |      |      |      |      |      |      |      |      |      |      |      |    |  |
| 1  | 2    | 3    | 4    | 5    | 6   | 7   | 8    | 9   | 10   | 11   | 12   | 13   | 14   | 15   | 16   | 17   | 18   | 19 | 20   | 21   | 22   | 23   | 24   | 25   | 26   | 27   | 28   | 29   | 30   |    |  |

## Résultats détaillés

### Phase régulière

#### Tableau synthétique des résultats
L'équipe qui reçoit est indiquée dans la colonne de gauche.
| Résultats (▼dom., ►ext.) | AGE   | AUR   | BEZ   | BIA   | CAR   | COL   | GRE   | MAS   | MdM   | MON   | NEV   | OYO   | PRO   | ROU   | SA    | VAN   |
| SU Agen                  | —     | 43-20 | 13-14 | 27-17 | 30-19 | 21-22 | 11-16 | 24-12 | 41-19 | 22-26 | 17-21 | 9-24  | 23-23 | 30-13 | 19-15 | 17-3  |
| Stade aurillacois        | 12-38 | —     | 19-16 | 38-12 | 30-26 | 15-10 | 16-20 | 36-29 | 19-20 | 28-6  | 23-16 | 27-25 | 22-13 | 29-26 | 16-13 | 30-19 |
| AS Béziers               | 41-14 | 34-10 | —     | 17-12 | 18-17 | 17-20 | 19-20 | 19-24 | 26-24 | 43-33 | 32-32 | 22-28 | 29-30 | 42-17 | 22-13 | 18-40 |
| Biarritz olympique       | 15-18 | 31-16 | 17-42 | —     | 32-23 | 48-31 | 26-35 | 38-19 | 27-29 | 20-17 | 23-28 | 18-14 | 20-8  | 44-8  | 32-15 | 19-13 |
| US Carcassonne           | 21-20 | 27-9  | 26-24 | 20-12 | —     | 9-21  | 14-23 | 17-20 | 37-9  | 21-10 | 25-20 | 27-32 | 34-14 | 15-3  | 15-20 | 22-31 |
| Colomiers rugby          | 20-15 | 38-17 | 39-20 | 23-17 | 24-6  | —     | 19-18 | 47-14 | 23-26 | 19-23 | 21-19 | 12-29 | 17-16 | 17-18 | 45-16 | 27-30 |
| FC Grenoble              | 20-16 | 17-9  | 19-15 | 13-13 | 15-15 | 34-20 | —     | 38-15 | 33-21 | 48-17 | 19-18 | 24-28 | 13-26 | 20-6  | 24-18 | 27-24 |
| RC Massy                 | 16-22 | 7-19  | 10-16 | 17-28 | 22-17 | 28-31 | 7-36  | —     | 23-17 | 21-10 | 15-16 | 5-33  | 23-21 | 26-40 | 22-23 | 18-14 |
| Stade montois            | 11-33 | 40-18 | 49-14 | 31-21 | 42-13 | 25-9  | 32-19 | 23-7  | —     | 25-13 | 22-19 | 26-15 | 12-28 | 47-17 | 34-26 | 30-3  |
| US Montauban             | 26-25 | 30-15 | 22-26 | 32-46 | 28-23 | 25-19 | 33-34 | 25-12 | 43-19 | —     | 29-20 | 21-34 | 20-16 | 38-16 | 25-19 | 12-12 |
| USON Nevers              | 39-13 | 22-18 | 23-19 | 22-22 | 49-6  | 43-10 | 31-14 | 36-12 | 15-12 | 48-13 | —     | 12-21 | 26-9  | 27-17 | 20-18 | 12-14 |
| Oyonnax rugby            | 37-29 | 45-3  | 49-7  | 42-17 | 25-3  | 34-9  | 46-13 | 33-5  | 25-26 | 26-10 | 23-6  | —     | 27-7  | 61-13 | 33-31 | 56-7  |
| Provence Rugby           | 17-19 | 33-14 | 25-44 | 37-17 | 23-6  | 25-18 | 23-23 | 40-28 | 20-19 | 20-11 | 19-9  | 19-19 | —     | 27-19 | 35-15 | 20-35 |
| Rouen NR                 | 13-16 | 6-26  | 34-17 | 12-9  | 19-22 | 22-15 | 3-11  | 25-20 | 28-23 | 41-23 | 19-19 | 17-13 | 29-29 | —     | 42-16 | 21-16 |
| Soyaux Angoulême XV      | 16-12 | 15-19 | 19-10 | 18-11 | 18-6  | 21-25 | 21-16 | 21-19 | 22-34 | 19-18 | 20-26 | 15-20 | 12-8  | 22-26 | —     | 31-30 |
| RC Vannes                | 15-16 | 29-13 | 16-10 | 34-26 | 34-21 | 27-23 | 26-10 | 36-3  | 12-17 | 40-37 | 22-24 | 17-7  | 35-21 | 47-24 | 33-21 | —     |

- Victoire à domicile
- Match nul
- Victoire à l'extérieur

#### Détails des résultats
Les points marqués par chaque équipe sont inscrits dans les colonnes centrales (3-4) alors que les essais marqués sont donnés dans les colonnes latérales (1-6). Les points de bonus sont symbolisés par une bordure bleue pour les bonus offensifs (trois essais de plus que l'adversaire), orange pour les bonus défensifs (défaite par moins de sept points d'écart), rouge si les deux bonus sont cumulés.

### Phase finale

#### Demi-finale
| 20 mai 2023 15 h 0 | Oyonnax rugby | 26 - 21 (15 - 14) | RC Vannes                                                                                              | Stade Charles-Mathon, Oyonnax 10 747 spectateurs Arbitre : Luc Ramos |
| 20 mai 2023 15 h 0 | Essai(s) : 3 Cassang (16e), Grice (35e), Soulan (62e) Transformation(s) : 1 Bouraux (16e) Pénalité(s) : 3 Bouraux (30e), Soulan (56e, 59e) |                   | Essai(s) : 3 Blanchard (12e), Hulleu (21e), Edwards (75e) Transformation(s) : 3 Lafage (12e, 21e, 75e) | Stade Charles-Mathon, Oyonnax 10 747 spectateurs Arbitre : Luc Ramos |
| 20 mai 2023 15 h 0 | |                   | | Stade Charles-Mathon, Oyonnax 10 747 spectateurs Arbitre : Luc Ramos |

| 20 mai 2023 21 h 5 | FC Grenoble | 36 - 27 (14 - 15) | Stade montois | Stade des Alpes, Grenoble 17 294 spectateurs Arbitre : Tual Trainini |
| 20 mai 2023 21 h 5 | Essai(s) : 5 Qadiri (32e), Goginava (40e), Farnoux (45e), Orioli (56e), Fusier (69e) Transformation(s) : 4 Fortunel (32e, 40e, 56e), Trouilloud (69e) Pénalité(s) : 1 Fortunel (61e) Carton(s) jaune(s) : 1 Lainault (74e) |                   | Essai(s) : 4 Naituvi (1re, 15e), Even (52e), Rasaku (62e) Transformation(s) : 3 Laousse Azpiazu (1re, 57e), Loustalot (62e) Pénalité(s) : 1 Laousse Azpiazu (37e) Carton(s) jaune(s) : 3 Curie (40e), Ramototabua (40e), Mensa (72e) | Stade des Alpes, Grenoble 17 294 spectateurs Arbitre : Tual Trainini |
| 20 mai 2023 21 h 5 | |                   | | Stade des Alpes, Grenoble 17 294 spectateurs Arbitre : Tual Trainini |

#### Finale
| 27 mai 2023 21 h 5 | Oyonnax rugby | 14 - 3 (7 - 0) | FC Grenoble | Stade Ernest-Wallon, Toulouse 12 000 spectateurs Arbitre : Thomas Charabas |
| 27 mai 2023 21 h 5 |               |                |             | Stade Ernest-Wallon, Toulouse 12 000 spectateurs Arbitre : Thomas Charabas |
| 27 mai 2023 21 h 5 |               |                |             | Stade Ernest-Wallon, Toulouse 12 000 spectateurs Arbitre : Thomas Charabas |

| Titulaires Darren Sweetnam 15 Gavin Stark 14 Chris Farrell 13 Théo Millet 12 Aurélien Callandret 11 Jules Soulan 10 Charlie Cassang 9 Rory Grice 8 Loïc Crédoz 7 Kevin Lebreton 6 Hugo Fabregue 5 Phoenix Battye 4 Thomas Laclayat 3 Teddy Durand 2 Tommy Raynaud 1 Remplaçants Benjamin Geledan 16 Antoine Abraham 17 Steve Mafi 18 Filimo Taofifenua 19 Ilan El Khattabi 20 Justin Bouraux 21 Gabiriele Lovobalavu 22 Thibault Berthaud 23 |  | Titulaires 15 Julien Farnoux 14 Karim Qadiri 13 Romain Trouilloud 12 Romain Barthélémy 11 Lucas Dupont 10 Thomas Fortunel 9 Éric Escande 8 Pio Muarua 7 Steeve Blanc-Mappaz 6 Thibaut Martel 5 Tanginoa Halaifonua 4 Thomas Lainault 3 Irakli Aptsiauri 2 Jean-Charles Orioli 1 Luka Goginava Remplaçants 16 Mathis Sarragallet 17 Zack Gauthier 18 José Madeira 19 Antonin Berruyer 20 Talalelei Gray 21 Felipe Ezcurra 22 Romain Fusier 23 Régis Montagne |

### Tableau final
|  | Barrages          | Barrages          | Barrages                                   | Barrages          |                                                              |                   | Demi-finales                                   | Demi-finales                                   | Demi-finales                                   | Demi-finales                                   |  |  | Finale                                         | Finale                                         | Finale                                         | Finale                                         |
|  |                   |                   |                                            |                   |                                                              |                   |                                                |                                                |                                                |                                                |  |  |                                                |                                                |                                                |                                                |
|  |                   |                   |                                            |                   |                                                              |                   | 20 mai 2023 à Oyonnax, au stade Charles-Mathon | 20 mai 2023 à Oyonnax, au stade Charles-Mathon | 20 mai 2023 à Oyonnax, au stade Charles-Mathon | 20 mai 2023 à Oyonnax, au stade Charles-Mathon |  |  | 27 mai 2023 à Toulouse, au stade Ernest-Wallon | 27 mai 2023 à Toulouse, au stade Ernest-Wallon | 27 mai 2023 à Toulouse, au stade Ernest-Wallon | 27 mai 2023 à Toulouse, au stade Ernest-Wallon |
|  |                   |                   |                                            |                   |                                                              |                   | 20 mai 2023 à Oyonnax, au stade Charles-Mathon | 20 mai 2023 à Oyonnax, au stade Charles-Mathon | 20 mai 2023 à Oyonnax, au stade Charles-Mathon | 20 mai 2023 à Oyonnax, au stade Charles-Mathon |  |  | 27 mai 2023 à Toulouse, au stade Ernest-Wallon | 27 mai 2023 à Toulouse, au stade Ernest-Wallon | 27 mai 2023 à Toulouse, au stade Ernest-Wallon | 27 mai 2023 à Toulouse, au stade Ernest-Wallon |
|  |                   |                   |                                            |                   |                                                              |                   | 20 mai 2023 à Oyonnax, au stade Charles-Mathon | 20 mai 2023 à Oyonnax, au stade Charles-Mathon | 20 mai 2023 à Oyonnax, au stade Charles-Mathon | 20 mai 2023 à Oyonnax, au stade Charles-Mathon |  |  | 27 mai 2023 à Toulouse, au stade Ernest-Wallon | 27 mai 2023 à Toulouse, au stade Ernest-Wallon | 27 mai 2023 à Toulouse, au stade Ernest-Wallon | 27 mai 2023 à Toulouse, au stade Ernest-Wallon |
|  |                   |                   |                                            |                   |                                                              |                   | 20 mai 2023 à Oyonnax, au stade Charles-Mathon | 20 mai 2023 à Oyonnax, au stade Charles-Mathon | 20 mai 2023 à Oyonnax, au stade Charles-Mathon | 20 mai 2023 à Oyonnax, au stade Charles-Mathon |  |  | 27 mai 2023 à Toulouse, au stade Ernest-Wallon | 27 mai 2023 à Toulouse, au stade Ernest-Wallon | 27 mai 2023 à Toulouse, au stade Ernest-Wallon | 27 mai 2023 à Toulouse, au stade Ernest-Wallon |
|  |                   |                   |                                            |                   |                                                              |                   | 20 mai 2023 à Oyonnax, au stade Charles-Mathon | 20 mai 2023 à Oyonnax, au stade Charles-Mathon | 20 mai 2023 à Oyonnax, au stade Charles-Mathon | 20 mai 2023 à Oyonnax, au stade Charles-Mathon |  |  | 27 mai 2023 à Toulouse, au stade Ernest-Wallon | 27 mai 2023 à Toulouse, au stade Ernest-Wallon | 27 mai 2023 à Toulouse, au stade Ernest-Wallon | 27 mai 2023 à Toulouse, au stade Ernest-Wallon |
|  | [1] Oyonnax rugby | [1] Oyonnax rugby | 26                                         | 26                |                                                              |                   |                                                |                                                |                                                |                                                |  |  | 27 mai 2023 à Toulouse, au stade Ernest-Wallon | 27 mai 2023 à Toulouse, au stade Ernest-Wallon | 27 mai 2023 à Toulouse, au stade Ernest-Wallon | 27 mai 2023 à Toulouse, au stade Ernest-Wallon |
|  | [1] Oyonnax rugby | [1] Oyonnax rugby | 26                                         | 26                | 11 mai 2023 à Sermoise-sur-Loire, au stade du Pré Fleuri     |                   |                                                |                                                |                                                |                                                |  |  | 27 mai 2023 à Toulouse, au stade Ernest-Wallon | 27 mai 2023 à Toulouse, au stade Ernest-Wallon | 27 mai 2023 à Toulouse, au stade Ernest-Wallon | 27 mai 2023 à Toulouse, au stade Ernest-Wallon |
|  |                   |                   | [5] RC Vannes                              | [5] RC Vannes     | 21                                                           | 21                |                                                |                                                |                                                |                                                |  |  | 27 mai 2023 à Toulouse, au stade Ernest-Wallon | 27 mai 2023 à Toulouse, au stade Ernest-Wallon | 27 mai 2023 à Toulouse, au stade Ernest-Wallon | 27 mai 2023 à Toulouse, au stade Ernest-Wallon |
|  | [4] USON Nevers   | [4] USON Nevers   | [5] RC Vannes                              | [5] RC Vannes     | 21                                                           | 21                | 17                                             | 17                                             |                                                |                                                |  |  | 27 mai 2023 à Toulouse, au stade Ernest-Wallon | 27 mai 2023 à Toulouse, au stade Ernest-Wallon | 27 mai 2023 à Toulouse, au stade Ernest-Wallon | 27 mai 2023 à Toulouse, au stade Ernest-Wallon |
|  | [4] USON Nevers   | [4] USON Nevers   | 20 mai 2023 à Grenoble, au stade des Alpes |                   |                                                              |                   | 17                                             | 17                                             |                                                |                                                |  |  | 27 mai 2023 à Toulouse, au stade Ernest-Wallon | 27 mai 2023 à Toulouse, au stade Ernest-Wallon | 27 mai 2023 à Toulouse, au stade Ernest-Wallon | 27 mai 2023 à Toulouse, au stade Ernest-Wallon |
|  | [5] RC Vannes     | [5] RC Vannes     | 20                                         | 20                |                                                              |                   |                                                |                                                |                                                |                                                |  |  | 27 mai 2023 à Toulouse, au stade Ernest-Wallon | 27 mai 2023 à Toulouse, au stade Ernest-Wallon | 27 mai 2023 à Toulouse, au stade Ernest-Wallon | 27 mai 2023 à Toulouse, au stade Ernest-Wallon |
|  | [5] RC Vannes     | [5] RC Vannes     | 20                                         | 20                | [1] Oyonnax rugby                                            | [1] Oyonnax rugby | 14                                             | 14                                             |                                                |                                                |  |  |                                                |                                                |                                                |                                                |
|  |                   |                   |                                            |                   | [1] Oyonnax rugby                                            | [1] Oyonnax rugby | 14                                             | 14                                             |                                                |                                                |  |  |                                                |                                                |                                                |                                                |
|  |                   |                   | [2] FC Grenoble                            | [2] FC Grenoble   | 3                                                            | 3                 |                                                |                                                |                                                |                                                |  |  |                                                |                                                |                                                |                                                |
|  |                   |                   |                                            |                   | 3                                                            | 3                 |                                                |                                                |                                                |                                                |  |  |                                                |                                                |                                                |                                                |
|  |                   |                   |                                            |                   |                                                              |                   |                                                |                                                |                                                |                                                |  |  |                                                |                                                |                                                |                                                |
|  |                   |                   |                                            |                   |                                                              |                   |                                                |                                                |                                                |                                                |  |  |                                                |                                                |                                                |                                                |
|  | [2] FC Grenoble   | [2] FC Grenoble   | 36                                         | 36                |                                                              |                   |                                                |                                                |                                                |                                                |  |  |                                                |                                                |                                                |                                                |
|  | [2] FC Grenoble   | [2] FC Grenoble   | 36                                         | 36                | 12 mai 2023 à Mont-de-Marsan, au stade André-et-Guy-Boniface |                   |                                                |                                                |                                                |                                                |  |  |                                                |                                                |                                                |                                                |
|  |                   |                   | [3] Stade montois                          | [3] Stade montois | 27                                                           | 27                |                                                |                                                |                                                |                                                |  |  |                                                |                                                |                                                |                                                |
|  | [3] Stade montois | [3] Stade montois | [3] Stade montois                          | [3] Stade montois | 27                                                           | 27                | 37                                             | 37                                             |                                                |                                                |  |  |                                                |                                                |                                                |                                                |
|  | [3] Stade montois | [3] Stade montois |                                            |                   |                                                              |                   |                                                | 37                                             |                                                |                                                |  |  |                                                |                                                |                                                |                                                |
|  | [6] SU Agen       | [6] SU Agen       | 24                                         | 24                |                                                              |                   |                                                |                                                |                                                |                                                |  |  |                                                |                                                |                                                |                                                |
|  | [6] SU Agen       | [6] SU Agen       | 24                                         | 24                |                                                              |                   |                                                |                                                |                                                |                                                |  |  |                                                |                                                |                                                |                                                |
|  |                   |                   |                                            |                   |                                                              |                   |                                                |                                                |                                                |                                                |  |  |                                                |                                                |                                                |                                                |

#### Évolution du classement
| Club               | 1  | 2  | 3  | 4  | 5  | 6  | 7  | 8  | 9  | 10 | 11 | 12 | 13 | 14 | 15 | 16 | 17 | 18 | 19 | 20 | 21 | 22 | 23 | 24 | 25 | 26 | 27 | 28 | 29 | 30 |
| ------------------ | -- | -- | -- | -- | -- | -- | -- | -- | -- | -- | -- | -- | -- | -- | -- | -- | -- | -- | -- | -- | -- | -- | -- | -- | -- | -- | -- | -- | -- | -- |
| SU Agen            | 6  | 8  | 12 | 11 | 10 | 6  | 3  | 2  | 2  | 2  | 5  | 6  | 4  | 6  | 8  | 4  | 4  | 4  | 3  | 2  | 3  | 4  | 4  | 3  | 4  | 5  | 6  | 5  | 6  | 6  |
| Stade aurillacois  | 16 | 13 | 7  | 5  | 7  | 10 | 8  | 10 | 8  | 10 | 9  | 10 | 10 | 9  | 6  | 8  | 8  | 10 | 12 | 11 | 8  | 11 | 10 | 10 | 10 | 10 | 10 | 11 | 11 | 10 |
| AS Béziers         | 11 | 7  | 13 | 8  | 11 | 11 | 10 | 12 | 12 | 13 | 15 | 13 | 13 | 11 | 11 | 11 | 10 | 8  | 8  | 10 | 10 | 10 | 11 | 11 | 11 | 11 | 11 | 9  | 9  | 9  |
| Biarritz olympique | 4  | 10 | 14 | 13 | 9  | 7  | 9  | 4  | 7  | 5  | 4  | 2  | 2  | 2  | 3  | 3  | 3  | 5  | 4  | 5  | 4  | 6  | 5  | 6  | 8  | 9  | 9  | 10 | 10 | 11 |
| US Carcassonne     | 15 | 12 | 5  | 10 | 15 | 16 | 16 | 14 | 14 | 15 | 14 | 12 | 14 | 12 | 13 | 14 | 14 | 13 | 14 | 14 | 14 | 15 | 15 | 14 | 14 | 14 | 15 | 15 | 15 | 15 |
| Colomiers rugby    | 2  | 9  | 4  | 4  | 5  | 4  | 2  | 7  | 3  | 6  | 6  | 5  | 7  | 4  | 7  | 5  | 5  | 4  | 5  | 4  | 6  | 5  | 6  | 5  | 7  | 7  | 8  | 8  | 8  | 7  |
| FC Grenoble        | 5  | 2  | 8  | 2  | 1  | 5  | 6  | 5  | 4  | 3  | 2  | 3  | 3  | 5  | 5  | 6  | 6  | 6  | 6  | 6  | 5  | 3  | 3  | 2  | 2  | 2  | 2  | 2  | 2  | 2  |
| RC Massy Essonne   | 14 | 16 | 16 | 16 | 16 | 15 | 15 | 16 | 15 | 16 | 16 | 16 | 16 | 16 | 16 | 16 | 16 | 16 | 15 | 16 | 16 | 16 | 16 | 16 | 16 | 16 | 16 | 16 | 16 | 16 |
| Stade montois      | 1  | 4  | 3  | 1  | 4  | 2  | 4  | 9  | 10 | 8  | 10 | 7  | 6  | 3  | 2  | 2  | 2  | 2  | 2  | 3  | 2  | 2  | 2  | 4  | 3  | 3  | 3  | 3  | 3  | 3  |
| US Montauban       | 8  | 14 | 10 | 14 | 8  | 12 | 14 | 15 | 16 | 14 | 11 | 14 | 15 | 15 | 14 | 13 | 13 | 14 | 13 | 13 | 13 | 13 | 14 | 15 | 15 | 15 | 12 | 14 | 13 | 13 |
| USON Nevers        | 13 | 11 | 11 | 9  | 13 | 8  | 11 | 8  | 9  | 11 | 12 | 15 | 11 | 13 | 10 | 10 | 12 | 9  | 7  | 9  | 9  | 9  | 7  | 7  | 5  | 6  | 5  | 4  | 5  | 4  |
| Oyonnax rugby      | 12 | 3  | 2  | 6  | 2  | 3  | 1  | 1  | 1  | 1  | 1  | 1  | 1  | 1  | 1  | 1  | 1  | 1  | 1  | 1  | 1  | 1  | 1  | 1  | 1  | 1  | 1  | 1  | 1  | 1  |
| Provence rugby     | 10 | 15 | 15 | 12 | 14 | 13 | 12 | 13 | 11 | 9  | 7  | 8  | 9  | 7  | 9  | 9  | 9  | 11 | 10 | 7  | 7  | 7  | 9  | 9  | 9  | 9  | 7  | 7  | 7  | 8  |
| Rouen NR           | 3  | 1  | 1  | 3  | 6  | 9  | 7  | 6  | 5  | 7  | 8  | 9  | 8  | 10 | 12 | 12 | 11 | 12 | 11 | 12 | 12 | 12 | 12 | 12 | 12 | 12 | 13 | 13 | 12 | 12 |
| SA XV Charente     | 7  | 5  | 9  | 15 | 12 | 14 | 13 | 11 | 13 | 12 | 13 | 11 | 12 | 14 | 15 | 15 | 15 | 15 | 16 | 15 | 15 | 14 | 13 | 13 | 13 | 13 | 14 | 13 | 14 | 14 |
| RC Vannes          | 9  | 6  | 11 | 7  | 3  | 1  | 5  | 3  | 6  | 4  | 3  | 4  | 5  | 8  | 4  | 7  | 7  | 7  | 9  | 8  | 11 | 8  | 8  | 8  | 6  | 4  | 4  | 6  | 4  | 5  |

### État de forme des équipes
| Journée ╱ Équipe   | 1       | 2 | 3 | 4 | 5 | 6 | 7 | 8 | 9 | 10 | 11 | 12 | 13 | 14 | 15 | 16 | 17 | 18 | 19 | 20 | 21 | 22 | 23 | 24 | 25 | 26 | 27 | 28 | 29 | 30 |   |
| ------------------ | ------- | - | - | - | - | - | - | - | - | -- | -- | -- | -- | -- | -- | -- | -- | -- | -- | -- | -- | -- | -- | -- | -- | -- | -- | -- | -- | -- | - |
| Journée ╱ Équipe   | SU Agen | V | D | D | D | V | V | V | V | V  | D  | D  | D  | V  | D  | D  | V  | V  | V  | D  | V  | N  | D  | V  | V  | D  | D  | V  | V  | D  | D |
| Stade aurillacois  | D       | V | V | V | D | D | V | D | V | D  | V  | D  | V  | V  | V  | D  | D  | D  | D  | V  | V  | D  | V  | D  | V  | D  | V  | D  | D  | V  |   |
| AS Béziers         | D       | V | D | V | D | D | V | D | D | D  | D  | V  | D  | V  | V  | D  | V  | V  | V  | D  | N  | D  | D  | V  | V  | D  | V  | D  | D  | V  |   |
| Biarritz olympique | V       | D | D | N | V | V | D | V | D | V  | V  | V  | N  | V  | D  | V  | D  | D  | V  | D  | V  | D  | V  | D  | D  | D  | D  | D  | D  | D  |   |
| US Carcassonne     | D       | V | V | D | D | D | D | V | D | D  | V  | V  | D  | V  | D  | D  | N  | V  | D  | D  | D  | D  | D  | V  | D  | V  | D  | D  | D  | V  |   |
| Colomiers rugby    | V       | D | V | V | D | V | V | D | V | D  | D  | V  | D  | V  | D  | V  | V  | V  | D  | V  | D  | V  | D  | V  | D  | D  | D  | D  | D  | V  |   |
| FC Grenoble        | V       | V | D | V | V | D | D | V | V | V  | V  | D  | N  | D  | V  | N  | N  | V  | V  | V  | V  | V  | V  | D  | D  | V  | V  | D  | V  | V  |   |
| RC Massy Essonne   | D       | D | D | D | V | V | D | D | V | D  | D  | D  | D  | D  | D  | V  | D  | V  | V  | D  | D  | D  | D  | D  | D  | D  | D  | V  | D  | D  |   |
| Stade montois      | V       | D | V | V | D | V | D | D | D | V  | D  | V  | V  | V  | V  | V  | V  | V  | D  | D  | V  | D  | V  | D  | V  | V  | D  | V  | V  | V  |   |
| US Montauban       | V       | D | V | D | V | D | D | D | D | V  | V  | N  | D  | D  | V  | D  | V  | D  | V  | D  | D  | D  | D  | D  | V  | V  | V  | D  | V  | D  |   |
| USON Nevers        | D       | V | V | N | D | V | D | V | D | D  | D  | D  | V  | D  | V  | V  | D  | V  | V  | D  | N  | V  | V  | V  | V  | N  | V  | V  | V  | V  |   |
| Oyonnax rugby      | D       | V | V | D | V | N | V | V | V | V  | V  | V  | V  | V  | V  | V  | V  | D  | D  | V  | V  | V  | V  | D  | V  | V  | D  | V  | V  | V  |   |
| Provence rugby     | D       | D | D | V | D | N | V | D | V | V  | V  | D  | V  | V  | D  | N  | D  | D  | V  | V  | N  | V  | D  | N  | V  | D  | V  | D  | V  | D  |   |
| Rouen NR           | V       | V | V | D | D | D | V | V | V | D  | D  | D  | V  | D  | D  | D  | V  | D  | V  | D  | D  | V  | D  | N  | D  | N  | D  | V  | V  | D  |   |
| SA XV Charente     | V       | D | D | D | V | D | V | D | D | V  | D  | V  | D  | D  | D  | D  | D  | D  | D  | V  | V  | V  | D  | V  | D  | V  | D  | V  | D  | D  |   |
| RC Vannes          | D       | V | D | V | V | V | D | V | D | V  | V  | N  | D  | D  | V  | D  | D  | D  | D  | V  | D  | V  | V  | V  | V  | V  | V  | V  | V  | D  |   |